# Eisuke Fujishima
Eisuke Fujishima (藤嶋 栄介 Fujishima Eisuke?, nacido el 31 de enero de 1992 en Kumamoto, Kumamoto) es un futbolista japonés que se desempeña como guardameta en el Kawasaki Frontale de la J1 League.

## Trayectoria

### Clubes
| Club                         | País  | Año         |
| ---------------------------- | ----- | ----------- |
| Sagan Tosu                   | Japón | 2013 - 2017 |
| JEF United Chiba (cedido)    | Japón | 2016        |
| Matsumoto Yamaga FC (cedido) | Japón | 2017        |
| Renofa Yamaguchi FC          | Japón | 2018 - 2019 |
| Kawasaki Frontale (cedido)   | Japón | 2019        |
| Kawasaki Frontale            | Japón | 2020 -      |

## Estadística de carrera

### J. League
| Club                | Año   | J. League | J. League | Copa J. League | Copa J. League | Total | Total |
| Club                | Año   | Part.     | Goles     | Part.          | Goles          | Part. | Goles |
| ------------------- | ----- | --------- | --------- | -------------- | -------------- | ----- | ----- |
| Sagan Tosu          | 2013  | 2         | 0         | 0              | 0              | 2     | 0     |
| Sagan Tosu          | 2014  | 0         | 0         | 0              | 0              | 0     | 0     |
| Sagan Tosu          | 2015  | 1         | 0         | 1              | 0              | 2     | 0     |
| JEF United Chiba    | 2016  | 0         | 0         | -              | -              | 0     | 0     |
| Matsumoto Yamaga FC | 2017  | 0         | 0         | -              | -              | 0     | 0     |
| Total               | Total | 3         | 0         | 1              | 0              | 4     | 0     |